# Konvent oblátů (Varnsdorf)
Konvent oblátů existoval ve Varnsdorfu v letech 1911-1950.

## Historie konventu
Nejstarší konvent oblátů v litoměřické diecézi vznikl ve Varnsdorfu, kde byl také zřízen i provincialát. Konvent Panny Marie Pomocné se stal místem, odkud se obláti šířili dále do pohraničí. Ve Varnsdorfu vydával provincialát zvláštní německý časopis Missionsfreund a obláti se vůbec uplatňovali zvláště aktivně v lidových misiích. Ve Varnsdorfu byl i samostatný mariánský misijní spolek. Obláti měli ve Varnsdorfu vlastní kostel sv. Karla Boromejského v VI. čtvrti města. Jedná se o pseudogotický trolodní chrám s věží.
Konvent zanikl v roce 1950 v rámci Akce K, kdy zásahem Státní bezpečnosti byly zlikvidovány mužské kláštery v Československu.